# Ibaliídeos
Ibaliídeos (Ibaliidae) é uma família de insetos, sendo de vespas da superfamília Cynipoidea. Diferem das demais vespas da superfamília por serem relativamente grandes (1-3 cm de comprimento) e por apresentarem larvas que atacam as larvas de outras vespas, as vespas-da-madeira da família Siricidae. Por conta desta característica, algumas espécies do gênero Ibalia foram introduzidas na Austrália e na Nova Zelândia (tais como Ibalia leucospoides and Ibalia ensiger) como agentes de Controle Biológico contra pragas invasoras de vespas-da-madeira que lá atacam árvores coníferas cultivadas (pinheiros).
Taxonomicamente, Ibaliidae inclui três gêneros viventes, totatlizando apenas cerca de 20 espécies. Filogeneticamente, é considerada como grupo irmão das demais linhagens de Cynipoidea exceto Austrocynipidae.
O único gênero da América do Sul é Ibalia, onde algumas espécies atacam a vespa-da-madeira Sirex noctilio. No Chile, há um programa de Controle Biológico usando  Ibalia jakowlewi contra a vespa-da-madeira Tremex fuscicornis.

## Morfologia
São mais semelhantes às vespas Liopteridae, mas distinguem-se principalmente de outras vespas do grupo por seu tamanho avantajado, até cerca de 3 cm. São normalmente negras e delgadas. Nas asas, apresentam a célula marginal da asa anterior bem alongada e fina. Apresentam exoesqueleto bastante rígido e com uma uma expansão do pronoto como uma crista logo atrás da cabeça, sempre recortada medialmente. Apresentam um profundo sulco femoral sobre a mesopleura. O fêmur posterior é relativamente curto, mais do que a coxa. Apresentam o primeiro tarsômero das pernas posteriores encurtado ao ponto de por vezes, não ser mais visível. No gênero Ibalia, o metassoma é alongado e bastante comprimido lateralmente, assemelhando-se a uma espada, principalmente o gáster das fêmeas. As antenas das vespas fêmeas apresentam 11 segmentos, enquanto que as dos machos apresentam 13 segmentos. 

## Reprodução e parasitismo
A vespa fêmea insere seu ovipositor através das aberturas de postura feitas pelas vespas-da-madeira Siricidae na árvore conífera, de forma que o ovo acaba sendo inserido dentro da larva da vespa-da-madeira. Aparentemente, baseado em estudos feitos com Ibalia drewseni, Ibalia leucospoides e Ibalia japonica , o local de postura é localizado pela vespa ibalídea através de atração pelo fungo simbionte da vespa-da-madeira. A larva desenvolve-se dentro da outra como um endoparasitoide, mas quando cresce sai de dentro dela e termina de consumi-la externamente. O ovo e a larva de primeiro ínstar apresentam morfologia peculiar, alongada. A larva jovem apresenta apêndices locomotores ao longo do corpo, que depois são perdidos, bem como uma cauda terminal que vai gradualmente sendo perdida. 